# Lactophrys bicaudalis
Lactophrys bicaudalis — представник родини Ostraciidae. Його можна знайти в рифах по всьому Карибському морю, а також у південно-західній частині Атлантичного океану. 

## Назва
У багатьох країнах Карибського басейну газивають як риба коробка або риба корова і риба молюск.

## Опис
Члени цієї родини відомі як коробчаті риби, оскільки вони мають тверде зовнішнє покриття, що складається з шестикутної пластинчастої луски, зрощеної разом у суцільний, трикутний або коробоподібний панцир.

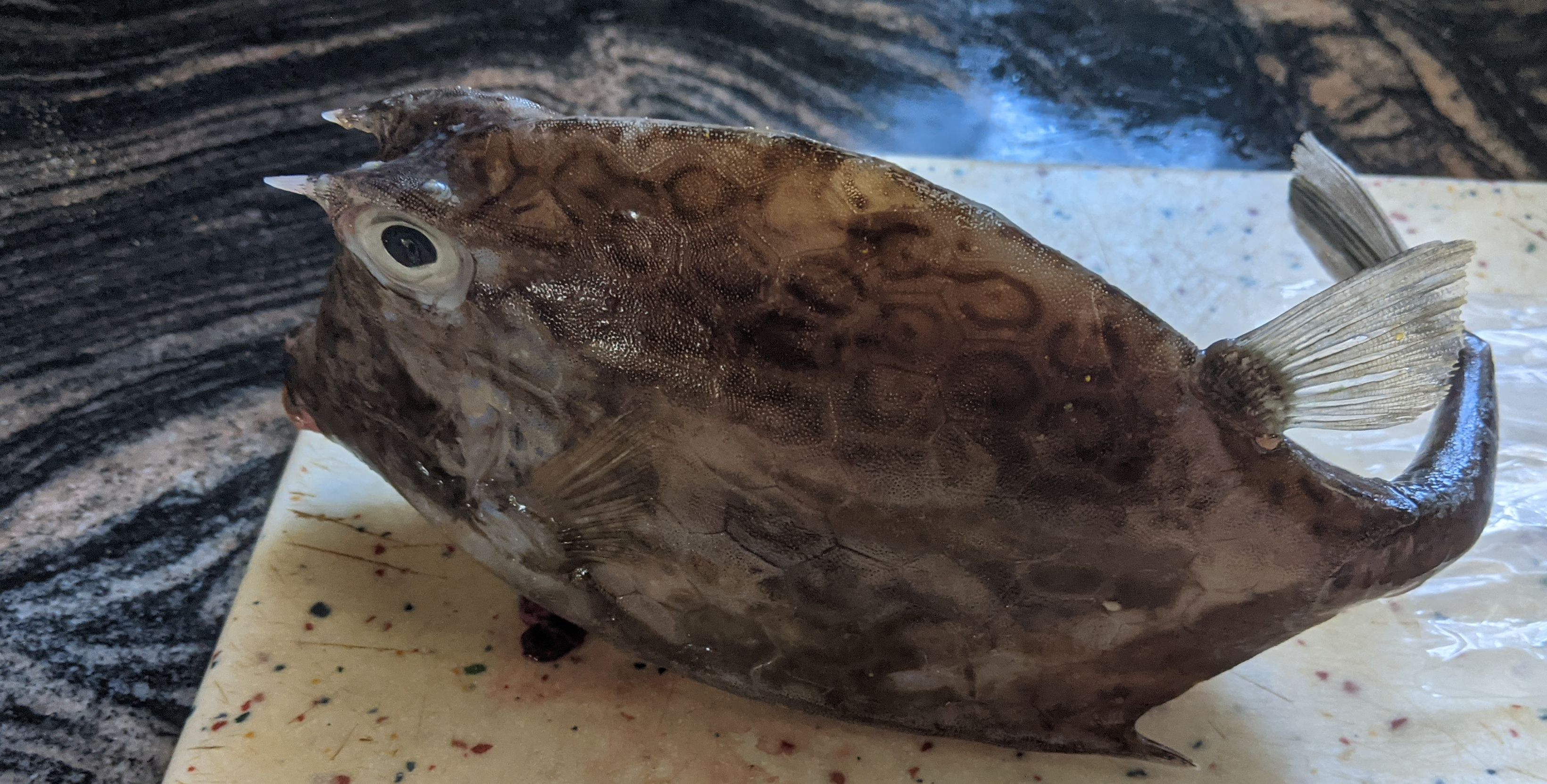
Виловлена риба в Сент-Кітс і Невіс

З нього виступають очі, морда, плавники і хвіст. Рибав основному біла або жовтувата з регулярним малюнком численних чорних плям на тілі та хвостовому плавці. Відразу за оком дорослі риби мають діагональний ряд із трьох білих плям. Морда звичайна біла, над оком немає шипів, а перед анальним плавцем є пара гострих шипів.

## Поширення та середовище проживання
Зустрічається в Карибському морі, південній половині Мексиканської затоки, острові Вознесіння і північно-східному узбережжі Південної Америки аж на схід до Бразилії. Він любить чисту воду і зазвичай асоціюється з кораловими рифами з тріщинами, отворами і навісами на глибині приблизно до 30 м.

## екологія
Через важку броньовану луску плямистий хобот зазвичай обмежується повільними рухами, які здійснюються спинними і анальними плавцями і м'якими рухами грудних плавців. Якщо потрібен більш швидкий рух може використовувати хвостовий плавник. Це бентальний вид, який харчується на морському дні або поблизу нього. У його раціон входять краби, креветки, молюски, морські їжаки, морські зірки, ламкі зірки, морські огірки, оболочні та водорості.
Як і всі риби роду Lactophrys, при дотику виділяє безбарвний токсин із залоз на шкірі. Токсин небезпечний лише при ковтанні, тому він не завдає шкоди дайверам. Однак хижаки, такі великі, як акули-няньки, можуть загинути в результаті поїдання риби.